# SPARC64 III
A SPARC 64 III, vagy más néven SPARC64 GP (termékkódja: Fujitsu SFCB81147), egy 64 bites mikroprocesszor-sorozat, amelyet a Fujitsu és a HAL Computer Systems fejlesztett ki, és a SPARC Version 9-es specifikációnak felel meg. A SPARC 64 III első modelljeit 1998. április 11-én jelentették be, gyártása 1997 júliusában indult, és a processzorsorozat első tagjai 1998 decemberében jelentek meg, 225 és 250 MHz-es órajeles változatokban. A 275 MHz-es változat 1999 márciusában jelent meg.
A SPARC64 III a SPARC64 II típus továbbfejlesztése volt, így ez a SPARC64 processzorok harmadik generációja, és már indulása előtt SPARC64 III néven volt ismert. Ez volt a HAL Computer Systems első, a szimmetrikus többprocesszoros működést (multiprocessing) támogató mikroprocesszora.
A mikroprocesszort a Fujitsu GP7000F és a PrimePower szerverekben használták, fő versenytársai pedig a HP PA-8500, az IBM POWER3 és a Sun Microsystems UltraSPARC II processzorok voltak.
A SPARC64 III processzor az előző SPARC64 megvalósításokkal ellentétben már egycsipes kialakítás volt. A SPARC64 III 17,6 millió tranzisztorból áll, ebből 6 milliót foglal a logika, 11,6 milliót pedig gyorsítótár RAM-hoz és Translation Lookaside Buffer-ekhez (címfordító gyorsítótár, TLB) használtak fel. Mérete 210 mm². A processzort a Fujitsu CS-70 eljárásával, 240 nanométeres, 5 rétegű CMOS eljárással gyártotta.
957 tűs flip-chip LGA tokozásba szerelték, melynek mérete 42,5 × 42,5 mm. A tűk közül 552 érintkező a jelek továbbítására szolgált, 405 érintkező a tápellátást és a földelést biztosította. A csip belső feszültsége 2,5 volt, míg a külső feszültség 3,3 volt.
A SPARC64 II-vel összehasonlítva a mikroarchitektúrában több javítás történt: az elágazásbecslés javítására egy újabb futószalag-fokozatot iktattak be, ami lehetővé tette az órajel-frekvenciák növelését, a processzort egy második FPU-val is bővítették, amely az összeadás és kivonás utasítások végrehajtására képes. Az első FPU-t szintén egy kisebb funkcionalitású egység váltotta fel, hogy korlátozza a chip méretét. A második csak fele akkora volt, mint az első, és három ciklusos késleltetéssel rendelkezik minden utasítás esetében.
A SPARC64 III-ban egyetlen chipre integrálták az elődjében, a SPARC64 II-ben három csipen megvalósított funkciókat: a mikroprocesszort, az MMU-t és a gyorsítótár-RAM-ot.
A SPARC64 II komplex MMU-ját egy egyszerűbb eszköz váltotta fel, hogy a SPARC64 III kompatibilis legyen a Solaris operációs rendszerrel. A SPARC64 és a SPARC64 II a SunOS és a Solaris különálló változatát használta, SPARC64/OS néven, amelyet a HAL fejlesztett ki.
Az 1. szintű gyorsítótár RAM méretét felére csökkentették, 128 KiB-ról 64 KiB-ra, szintén a méret csökkentése érdekében. Cserébe a külső 2-es szintű gyorsítótár RAM méretét 1-ről 16 MiB-ra növelték. A SPARC64 III a 2. szintű gyorsítótárral külön dedikált 128 bites sínen keresztül kommunikál, amely a mikroprocesszor órajelével azonos vagy annak felezett frekvenciáján működik. Mind az L1, mind az L2 gyorsítótár adatai ECC-vel, a címkék pedig paritással védettek.
A SPARC64 II szabadalmazott rendszerinterfészét egy újabb, a Sun Ultra Port Architecture rendszerével kompatibilis interfészre cserélték. Ez lehetővé tette a SPARC64 III számára a Sun Microelectronics által fejlesztett lapkakészletek használatát. A rendszersín a mikroprocesszor sebességének felével, harmadával, negyedével vagy ötödével működik, maximális sebessége pedig 150 MHz.

## Fordítás
Ez a szócikk részben vagy egészben  a   SPARC64 III című norvég Wikipédia-szócikk ezen változatának fordításán alapul.  Az eredeti cikk szerkesztőit annak laptörténete sorolja fel. Ez a jelzés csupán a megfogalmazás eredetét és a szerzői jogokat jelzi, nem szolgál a cikkben szereplő információk forrásmegjelöléseként.